# Јан Булик
Др Јан Булик (слч. Ján Bulík; Ковачица, 1. јануар 1897 — Маутхаузен, 30. јануар 1942) је био словачки адвокат, посланик Велике народне скупштине и први председник Матице словачке у Југославији.

## Образовање
Завршио је Српску велику гимназију у Новом Саду (1916), Правни факултет у Београду (1922), а докторирао је у Загребу (1923).

## Политичка и адвокатска каријера
Након матуре отишао је у Први светски рат. Пред сам крај рата интензивно је радио на националним пословима. У Ковачици је основао Словачко народно веће. Био је посланик на Великој народној скупштини, и био је изабран у Велики народни савет. Потом је постављен за вишег управитеља ковачичког округа. На том положају остаје до 1921. године, када наставља студије у Београду и Загребу. Пошто је докторирао једно време је стажирао код др Људевита Мичатека, да би 1926. отворио своју адвокатску канцеларију у Новом Саду. Затим се сели у Београд, а непосредно пред почетак Другог светског рата ради као адвокат у Ковачици.
Упоредо са адвокатуром бавио се и политиком. На Буликову иницијативу у новембру 1929. формиран је Саветодавни одбор Словака Дунавске бановине, са седиштем у Новом Саду. Одбор се залагао за остварење културних потреба Словака. Основао је и био први председник Матице словачке у Југославији. Због политичке активности 11. августа 1935. подноси оставку на место председника Матице и постаје члан Самосталне демократске странке. Године 1938. је пружао подршку Чехословачкој републици угроженој фашизмом. По окупацији Југославије ухапшен је од стране Гестапоа 10. маја 1941. године. Одведен је у логор Маутхаузен, где је убијен 30. јануара 1942. године.

## Спортска каријера
Као студент бавио се спортом, и у дресу загребачке Конкордије 1920. постао је државни првак у скоку у даљ. Спортску каријеру наставио је све до 1924. када је требало да учествује на Олимпијади, али га је повреда спречила у даљем бављењу спортом.

## Одликовања и признања
Одликован је Орденом југословенске круне четвртог степена, Чехословачким војним крстом и Орденом словачког народног устанка првог реда.
У Кнез Михајловој улици број 6, у Београду, где је Булик имао адвокатску канцеларију, је 17. маја 2007. године постављена спомен плоча.